# Eleggua

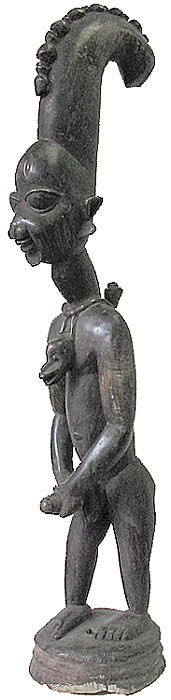
Eshu

Eshu (Eleggua, Elegba, Eshú, Echu, Exú) là chúa tể của các đường phố, ngã tư và cửa ra vào trong tôn giáo của người Yoruba và các tôn giáo của người Mỹ gốc Phi bắt nguồn từ đó. Anh ấy chịu trách nhiệm về con đường trong cuộc sống, về thành công hay thất bại, về những cuộc gặp gỡ và quyết định, về những sự trùng hợp, tai nạn và số phận không thể lường trước được. Eshu có một vai trò đặc biệt trong số các orisha. Đúng hơn, anh ta được quy cho các linh hồn. Các nhiệm vụ chính của anh ta là truyền tải thông điệp từ người dân đến các Orishas và Olódùmarè toàn năng. Eshu phải là người đầu tiên được chào đón trong tất cả các nghi lễ và là người đầu tiên nhận lễ vật của mình. Anh ta quản lý Ashé và bị coi là một kẻ lừa bịp.
Trong tôn giáo Candomblé của Brazil anh ta được coi là tương đương với Tổng lãnh thiên thần Gabriel của Công giáo và với Santo Niño de Atocha của tôn giáo Santeria của Cuba. Lời chào của anh ấy là Laroê Exú, màu sắc của anh ấy là đỏ và đen và ngày của anh ấy là thứ Hai. Mỗi lễ candomblé bắt đầu với một tiếng kêu gọi Eshu bình tĩnh để không gây hại và bắt đầu thiết lập liên lạc với orisha. Anh ta thường bị đánh đồng với ma quỷ. Điều này không có nghĩa là ma quỷ Kitô giáo, hay chính là hiện thân của cái ác, mà là những Mephistopheles vô chính phủ và tinh quái Anh ta táo tợn, bốc đồng, hỗn loạn, khó đoán, thích tạo ra sự nhầm lẫn và tranh cãi và có quyền lực đối với ham muốn tình dục. Anh ta được tôn trọng và sợ hãi cùng một lúc. Tính cách mâu thuẫn của anh ta được biểu trưng bằng cách miêu tả sau: khi anh ta ngồi trên sàn nhà, đầu anh ta va vào trần nhà; nếu anh ta đứng dậy, anh ta chỉ cao bằng tấm thảm.